# 草野☆キッド
『草野☆キッド』（くさのキッド）は、テレビ朝日で放送されていた草野仁と浅草キッドがタッグを組むバラエティ深夜番組（ネオバラエティ第3部火曜枠）。元々ドスペ2で単発番組として2回放送され、2005年4月5日からレギュラー番組として放送されるようになった。なお2007年9月までの番組正式タイトルは「草野☆キッド〜草野ユートピア・ランド建設バラエティ〜」。
　

## 番組概要
普段はキャスターやクイズ番組の司会を真面目にこなし、固いイメージが定着している草野仁が、初めて本格的にバラエティーに挑戦した番組。草野仁自身が企画書を出す事からも、本気の度合いがうかがえる。
浅草キッドと組みレジャーランド「草野ランド」完成を目指すことが本来の目的だったが、草野の超人ぶりが明らかになるにつれ、藤岡弘、や只野仁（高橋克典）と対決を繰り広げたり、草野を喜ばせたり泣かせたりすることが趣旨になったりなど、本題からそれることの方が多くなったこともあり「草野ランド」絡みの企画は2007年9月25日をもって終了。
上記の事情から2007年10月2日放送分からサブタイトルが省略され、番組内容も「お悩み解決」系の企画が中心になった。その後再び内容が変わり、末期には「格言」をテーマにした番組となっていた。
固く真面目なイメージのある草野が、この番組中ではそういったイメージからは想像もつかないキャラクターを見せることが多かった。例えば、スポーツ対決企画では還暦過ぎとは到底思えないその超人ぶりで若手芸人をなぎ倒したり、カジノ企画でオーナーだからと自分だけ数百倍のチップを持ったりするなど暴君っぷり（こちらはネタだが）を発揮している。その一方で番組進行もそつが無く明確で、浅草キッドの引き出しの良さとあいまって、派手さは少ないが視聴者の好感を得た。ただし、2007年10月の番組リニューアル後はこういったキャラクターは薄れる傾向にあった。
なお、ドスペ2で2004年10月2日に放送された時はタイトルは『ルイ・おやじ王朝』というタイトルで、草野ランドを完成させるという目的はこの時既に存在した。2回目の単発放送から現タイトルに改題した。
昭和30年代か北朝鮮の児童書かと思うような五月女ケイ子のイラストも特徴である。
2006年12月と2007年1月にDVD（各2巻ずつ計4巻）発売。深夜バラエティ番組がDVD化される例は多くはなく、本番組人気の「深さ」を物語る。
2008年4月1日放送分よりハイビジョン制作となった。
テレビ朝日の2009年秋の番組改編にともない『タモリ倶楽部』以外の平日の深夜バラエティをすべて終了させることになったため、2009年9月29日放送分をもって4年半の歴史に幕を降ろした。

## 出演者

### レギュラー出演者
- 草野仁（元・日本放送協会（NHK）アナウンサー）

本番組の最高権力者にして「TV界最後の大物キャスター」。草野が言ったことは本番組では絶対であり、特に草野が取り仕切ったことは必ず行われる。基本的には温厚で丁寧な物腰だが、「世界・ふしぎ発見!」や「ザ・ワイド」等の出演時からは全く想像できない、築き上げてきたイメージを壊しかねないような暴君っぷりや大物風吹かせなどを見せる。
これらは無論演出であり、そうだと解り易いのだが、それが故に草野の本番組に賭ける本気度と普段の人柄のよさが滲み出てくるのも好感を呼ぶところであった。
その超人ぶりは肉体的なことのみならず、話術・演技力・アドリブ力でも発揮されている。また挑戦意欲も旺盛で、次々と初めてのことにチャレンジ。彼の出演こそが本番組における最大のギャグである。
時折、米国のプロレス団体WWEのグッズTシャツを着用する事もあるが、これは全て私物である。
2007年4月18日の放送で、自らを草野ランドの『KING』であると発言。
- 水道橋博士（浅草キッド）

全般的な進行役。
勝負の際に草野が不利だと、相手へ「今後の芸能界での活動が…ね」「草野さんは気にしないけど、勝ってしまったら影響があるかも〜」などと囁き、暗に戦意喪失させて草野を勝利させるように工作する。
こういった水道橋の小回りのよさが、草野の大物感を演出し、番組の空気を作っている。ゲストでよく出てくる芸人と草野との橋渡し役でもあり、円滑な番組進行には欠かせない。
「草野さんを泣かせる」企画では、誰よりも涙を流す。
- 玉袋筋太郎（浅草キッド）

合いの手を入れて場を盛り上げ、バカキャラをやって場を暖める、縁の下の力持ち。お色気への食いつきも一番いい。「草野さんを泣かせる」企画時など、水道橋が進行役をできない時は進行役を担う。
状況によって堂真理子に下ネタでセクハラ攻撃をする。
2007年4月18日の放送で、草野により草野ランド総理大臣に任じられる。
- 堂真理子（テレビ朝日アナウンサー）

進行の補佐役。たまに仕掛けの対象になったりもするが、結構楽しんでいる様子だった。最近は女性警察官やバスガイドの姿として出演したり、妹・菜保子を代わりに出演させたことがある。
幾たびもの番組レギュラー女子アナ選考試験を悉く乗り越えているが、テスト成績は最下位クラスで、草野の鶴の一声で再選されている。理由は「他のアナウンサーのスケジュールが合わない」「番組経費が少ないので、外注する余裕がない」など消極的なものが多いが、愛着からか本人は残る気満々の様子だった。2008年1月22日の放送では婚約報告をしたが、キッドの二人はもとより草野にも事前に知らせていなかったとのこと。

### 準レギュラー出演者
- 三又又三

2007年4月18日の放送で草野ランド知事となり、実質的に準レギュラーとなる。

## 主なコーナー

### キモカワ芸人グランプリ
- さまざまな芸人の中から｢キモカワ芸人｣をかけて戦う。審査員は｢オエットボール｣を投げて審査する。
- 草野曰く第1回はプライベートで開催したところ、アンガールズが圧勝だったとのこと。このため放送は「第2回」からとなっている。

### 草野ランドクイズ
- 「草野さんの草野さんによる草野さんのためのクイズ」。草野に関するクイズに浅草キッドやゲストが答える。
- ポイントはダーツの矢で、最後に豪華賞品が当たるダーツに挑戦する。第3回はシールで、垂直跳びでシールを貼った高さに応じた賞品が当たる。
- 主なクイズ
  - 草野さんに聞きました…「きらいなもの」「こいつには勝てる」など、草野に関するものを「クイズ100人に聞きました」の形式で当てる。きらいなものの第2位は「野々村真」だった。
  - マジカル草野…第1回のみ実施。マジカルバナナの要領で「草野といったら…」という風に答えていく。
  - 連想草野…第2回のみ実施。「○○と言えば…」というお題に対し草野が何と書くかを当てる。ちなみに解答者が答えを出し終わってから草野が答えを書く。
  - 何から食べるかな…第1回のみ実施。草野がすき焼きの具の中から何を最初に食べるのかを当てる。解答者が答えを出し終わってから草野がすき焼きを食べる。
  - 箱の中身は何だろな?…草野が箱の中身が何かをさわって当てる。解答者は何秒でその中身を当てられるかを予想する。
- ダーツで当たる賞品は「ハイビジョンテレビ」「4WDの自動車」「世界一周旅行」である(第1回と第2回)。的は回転せず、広さは十分だが、第1回では全員が「たわし」(地の部分ではなく文字に当てなければ全てハズレ扱い)、第2回では全員がはずれ(的が鉄製で矢が刺さらない。草野が投げたら刺さったが、あからさまなCGを使っていた)。

### クイズ$クサノベヤ
- 基本ルールはどうみてもクイズ$ミリオネアであるが、あえて言及されない。なお最初は10円、最高10万円、十・百・千・万・十万の5段階のみと二回り程小さい。不正解時の保証金は最初の10円である。
- みのもんたの代わりに草野が相対し、土俵の上で立合いの形で向き合ってクイズに答える。クイズは草野に関するものや一般常識問題など。ファイナルアンサーの代わりのコールは「ファイナル・ハッケヨイ」。本家同様50:50等があり、オーディエンスのみ無制限で使用できる。
- 不正解の場合は草野と相撲を取らなければならない。その上で勝てば正解扱いになるのだが、草野の身体能力の高さと、立合いのタイミングは草野が取ることなどから、吹っ飛ばされるか一気に押し切られるのがオチである。その立合いは安田大サーカスのクロちゃんが本気で怖がるほど鋭い。
- 人数が多い場合は普通の相撲形式の予備選を行う。予選にはグラビアアイドルが参加する場合もあるが、必ずブーイングを受けながらも芸人が勝ち抜く。
- 最終問題はどうとでも取れそうな問題であり、後から正解を明らかにするルールでもあるため、最終問題到達者は数人居るが、正解出来たものは居ない。
- ドロップアウトはあるようだが、芸人根性からかほぼ考慮されたこと自体がない。ただし、勝俣州和が回答者になった回でドロップアウトをしたことがある。その時の問題は「この問題は、どれを答えても正解のサービス問題です。次のうち、勝俣さんがついていくとしたら？　A.ウッチャンナンチャン　B.ダウンタウン　C.哀川翔　D.和田アキ子」だった。

### レギュラー女子アナ選考試験!
- 2005年10月1日のスペシャルで「○野仁と言えば」という出題に、堂アナが「只野仁」と書いた事を草野が根に持っているという設定で、改編期やリニューアルなどの名目で行われる企画。
- 堂アナとほか2名のテレビ朝日女子アナ、もしくは女性タレントが3つの課題に挑む。
- 課題はアドリブ力などアナウンスの上で重要な事から、大声などアナウンスの上ではあまり関係の無い事など様々である。
- 堂アナは後塵を拝する事が殆どだが、草野の鶴の一声により残留するのがお決まりのパターンである。

### すごろくボウリング
- 草野チームとゲストチームに分かれて倒したボウリングのピンですごろくを進めていくゲーム。
- 倒したピンの本数に応じてコマを進めていき止まったマスの指示に従う。
- 商品が貰えるマスもあるが、マスの多くは罰ゲームになっている。
- 草野ピンによってゲストチームが威圧されるのが恒例。
- 草野が負けていると、明らかなえこひいき（かなり近くにピンが並ぶなど）が行われる。
- 商品・賞金は欲しいが、草野に勝っていると場の空気が悪くなる。ゲストはそのプレッシャーとの葛藤とも戦わなければならない。

### 草野さんに受けさせたい授業
- 様々な知識や情勢に関し、その方面の第一人者を招いて講義をしてもらう、という世界一受けたい授業と全く同じシステムだが、やはりあえて言及されない。
- ただし、その講義内容は「合コンテクニック」「サービスの良い風俗店の見分け方」「人相・手相」など、本家ではありえない題材である。
- 数人講義を行い、それぞれ講義の最後に草野が5点満点で採点する。あくまで草野の独断によるので、途中のノリとは全く違った点数が出る時がある。
- 複数回出てきている講師もいるが、特にカラテカ入江の合コンテクニックは、草野が人生初の合コンをやるという企画にまで拡大した。
- 2007年10月のリニューアル前辺りから始まった企画で、一時期はほぼ毎週このコーナーになっていた。

2009年の時点では「芸能人の自分史バラエティー」と称し、ゲスト芸能人が自分の生い立ちや売れるまでの経緯を語り、それをレギュラーの4人が聞く番組になっていた。ラストではゲスト芸能人が「格言」を披露して締めていた。

## 放送内容・略歴

### 2005年
- 8月16日・8月23日放送分
ネット局の少なさに業を煮やした草野が、故郷がある九州のテレビ朝日系列各局の担当者を集めてプレゼンを行った。既にネットしていた熊本朝日放送はVIP待遇を受けた。その結果、九州朝日放送・大分朝日放送・長崎文化放送での番販ネットと鹿児島放送での不定期放送が決定した。このうち、長崎文化放送は草野の地元の系列局でもある。
鹿児島放送は当初不定期放送としていたが、番組の過激な内容による視聴者の草野と浅草キッドに対するイメージ低下（特に草野はNHK時代に鹿児島県にいた事があるため、より固いイメージが定着している）を懸念してか放送を躊躇したと推測され、結局プレゼン企画の2回を除いて一度も放送されず、最終回まで事実上非ネット状態のまま変わらなかった。
- 10月1日（土曜日）に54分の拡大スペシャルを放送。
草野仁と只野仁（高橋克典）が対決する「特命係長 只野仁スペシャル」の番宣も兼ねた内容だった。既にネットしていたテレビ朝日・秋田朝日放送・名古屋テレビ放送（メ〜テレ）・熊本朝日放送はそのまま放送したものの、それ以外の一部テレビ朝日系列局では別内容で、長崎文化放送は元からスペシャルの放送は無かった。
- 11月1日放送分
長州力のものまねで大ブレイクした長州小力が、小力が長州力本人には会ったことがないと聞いた草野が二人の出会いをセッティング。小力は恐々としながら実際に本人と会い、モノマネの許可を得る。そして握手後本物のさそり固めを掛けて貰った。この時に草野はレフェリーを務めている。
- 12月6日放送分
本格的にレフェリーの特訓をするが、最後にはレスラーを自らなぎ倒した。これらの出来事も影響して、12月12日放送分で草野は格闘イベント｢草野祭｣を開催し、自らリングに立つ可能性がある事を発表した。
- 12月20日に2度目のスペシャルを放送。
江頭2:50や勝俣州和などを迎え「ニアピン選手権スペシャル」を放送したものの、北海道テレビや瀬戸内海放送、琉球朝日放送などがネットしないなど、スペシャルを放送するネット局は前回より減少した(遅れネットの局含める)。
- この番組中で「草野仁ストラップ」を作成し、テレ朝内ショップにて販売された。

### 2006年
- 9月5日放送分
8月12日にテレビ朝日局舎内で番組初の公開録画を実施。「クイズ草野さん!」と題し、草野仁にまつわるクイズを行った。
- 11月7日放送分
「クイズクサノベヤ 乙女場所」と題し、相澤仁美・愛川ゆず季・クワバタオハラ小原・ハリセンボン近藤を迎えて相撲対決。勝ち残った者が草野仁とクイズ対決を行った。
- 12月27日放送分
3度目の1時間スペシャルを放送。「クイズ$クサノベヤ」

### 2007年
- 9月25日放送分
資金不足を理由に草野ランド建設を断念という設定の企画を行い、それに伴いそれまでの企画を全て終了させる事実上のリニューアルを発表した。
- 10月2日放送分
視聴者から送られてきた「お悩み相談」に対してそれに合わせた複数のタレントが様々な形で答える企画にリニューアル。

## 草野☆キッドDVD
- 2006年12月
『変』…変わり者なのかも?!　草野仁　最強編（初回限定品はコレクターズボックス付き）
『幻』…幻であって欲しかった!　草野仁　チキン編
- 2007年1月
『自』…62歳で自由に!　草野仁　初体験編
『在』…草野仁ここに在り!　草野仁　感動編

## 主題歌
- 2007年8月現在の主題歌は以下のものになっている。
- OP:ENISHI  　「Love&Peace」
- ED:Jazztronik「Voyage」

## スタッフ
- ナレーター：山本百合子 - 第81回のみ西原久美子が担当。
- イラスト：五月女ケイ子
- 構成：植竹公和、峯 一雄、タムケン
- カメラ：高村 実、佐藤雅浩
- VE：佐藤真理
- AUD：鶴田圭介
- 編集：阿部こーいち (阿部公一)
- MA：岡崎博之
- 音効：中村 充、磯部裕之（アーツポート企画）
- 美術：高橋 徹（テレビ朝日クリエイト）
- スタイリスト：北川仁子
- ヘアメイク：石田章一
- 編成：白井伸之・宮田奈苗（テレビ朝日）
- 宣伝：西尾浩太郎（テレビ朝日）
- AD：宇野仁美、木崎陽子
- 技術協力：スイット、麻布プラザ
- 企画協力：オフィス北野
- 制作協力：クリエイティブ30（旧・スーパープロデュース）、コラボレーション
- ディレクター：地曳範剛、小田万里太郎、橋詰圭太、飛田真也、大山隆浩（以上、いずれもクリエイティブ30）
- チーフディレクター：堀池勝法（テレビ朝日）
- プロデューサー：石和富志男（クリエイティブ30）、川端信晃（テレビ朝日）、柳橋弘紀（クリエイティブ30）
- チーフプロデューサー：山本隆司（テレビ朝日）
- 制作著作：テレビ朝日

### 過去のスタッフ
- 構成：金森匠
- AUD：下田信義
- 編集：石丸健一、岩崎慎一
- 編成：渡辺 実・小野 仁（テレビ朝日）
- 宣伝：千葉晶子（テレビ朝日）
- 技術協力：まるビデオ
- 音楽協力：テレビ朝日ミュージック
- AD：福岡雅秀
- 制作協力：テレビ朝日映像
- ディレクター：三浦大輔（テレビ朝日映像）
- プロデューサー：馬越崇史（テレビ朝日）、志賀 功（クルーズネットワーク）

## ネット局
放送開始が早い順に挙げている。
| 放送対象地域 | 放送局           | 放送時間           | 放送開始日     | 備考 |
| ------------ | ---------------- | ------------------ | -------------- | --- |
| 関東広域圏   | テレビ朝日       | 火曜 24:45 - 25:15 | 2005年4月5日   | 製作局。ドスペ2単発時もネット。 |
| 中京広域圏   | メ〜テレ         | 水曜 24:20 - 24:50 | 2005年4月      | 2009年10月7日より定期放送再開。過去に2005年4月13日～2006年9月27日、2009年4月～6月（金曜 25:20 - 25:50）に定期放送していた。              |
| 熊本県       | 熊本朝日放送     | 日曜 24:40 - 25:10 | 2005年6月4日   | ドスペ2単発時もネット。約2ヶ月遅れ。土曜夕方→木曜25:40-26:10→木曜26:10-26:40を経て、2008年10月頃より左記の時間に変更。                   |
| 秋田県       | 秋田朝日放送     | 火曜 24:45 - 25:15 | 2005年6月12日  | 日曜深夜→水曜深夜を経て、2006年4月4日より同時ネット。                                                                                    |
| 長崎県       | 長崎文化放送     | 日曜 24:45 - 25:15 | 2005年10月8日  | 12日遅れ。以前は土曜午前に放送されていた。                                                                                               |
| 青森県       | 青森朝日放送     | 金曜 25:20 - 25:50 | 2005年10月22日 | 約7ヶ月遅れ→現在約3ヶ月遅れ（放送しなかった回がある）。2009年9月まで土曜 24:30 - 25:00に放送されていた。                                 |
| 石川県       | 北陸朝日放送     | 火曜 24:45 - 25:15 | 2005年10月22日 | 当初は月曜24:45-25:15の放送で、2006年4月11日より同時ネット。                                                                             |
| 岩手県       | 岩手朝日テレビ   | 日曜 24:40 - 25:10 | 2005年11月24日 | 80日遅れ。木曜24:15-24:45→水曜25:15-25:45（2007年4月4日-）→金曜24:45-25:15（2009年7月10日-）を経て、2009年10月18日から現在の時間で放送。 |
| 山形県       | 山形テレビ       | 木曜 25:40 - 26:10 | 2006年4月2日   | 約3ヶ月遅れ |
| 静岡県       | 静岡朝日テレビ   | 火曜 24:45 - 25:15 | 2006年4月20日  | 20日遅れだったが、2009年4月7日より同時ネット。                                                                                           |
| 大分県       | 大分朝日放送     | 日曜 24:45 - 25:15 | 2006年         | 33日遅れ |
| 長野県       | 長野朝日放送     | 土曜 25:30 - 26:00 | 2009年4月4日   | 不明 |
| 北海道       | 北海道テレビ放送 | 木曜 24:45 - 25:15 | 2009年11月19日 | 約半年遅れ |

この他、テレ朝チャンネル（SKY PerfecTV!・スカパー!e2など）でも毎週金・土・日曜日に放送されている。

### 不定期放送
| 放送対象地域 | 放送局       | 放送時間               | 放送開始日 | 備考 |
| ------------ | ------------ | ---------------------- | ---------- | --- |
| 沖縄県       | 琉球朝日放送 | 第4・5金 24:40 - 25:10 | 不明       | 『朝まで生テレビ!』を放送するため、『ビーバップ!ハイヒール』（ABC）、『どうでしょうリターンズ』（HTB）と『カーグラTV』（BS朝日）の代わりに放送。 |

### 途中で放送を打ち切った局
| 放送対象地域 | 放送局       | 放送期間                        | 備考 |
| ------------ | ------------ | ------------------------------- | --- |
| 福岡県       | 九州朝日放送 | 2005年10月22日 - 2007年1月31日  | 番組スタッフの不祥事に伴い、打ち切り。 |
| 近畿広域圏   | 朝日放送     | 2005年11月19日 - 2007年10月20日 | 67日遅れ→25日遅れ（放送しなかった回がある）→74日遅れ（2007年9月1日より）。 当初は土曜17:00-17:30の放送で、2006年11月4日より土曜25:00-25:30に変更。 |
| 山口県       | 山口朝日放送 | 2006年4月2日 - 2007年9月27日    | 当初は不定期放送、2006年10月12日から木曜25:11 - 25:43に定期放送。                                                                                  |
| 福島県       | 福島放送     | 2006年4月27日 - 2008年9月24日   | 当初は不定期放送、後に定期番組化。 2007年10月10日より、爆笑問題の検索ちゃんと放送枠を交換し、木曜から水曜の放送に。 約4ヶ月半遅れ                  |
| 宮城県       | 東日本放送   | 2008年3月30日 - 2009年3月29日   | 当初は不定期放送、後に日曜 24:40 - 25:10に定期放送。 26日遅れ                                                                                      |